# Castaignos-Souslens
Castaignos-Souslens is een gemeente in het Franse departement Landes (regio Nouvelle-Aquitaine) en telt 358 inwoners (2005). De plaats maakt deel uit van het arrondissement Dax.

## Geografie
De oppervlakte van Castaignos-Souslens bedraagt 7,5 km², de bevolkingsdichtheid is 47,7 inwoners per km².
De onderstaande kaart toont de ligging van Castaignos-Souslens met de belangrijkste infrastructuur en aangrenzende gemeenten.

## Demografie
Onderstaande figuur toont het verloop van het inwonertal (bron: INSEE-tellingen).